# Stazione di Ashikaga Flower Park
La stazione di Ashikaga Flower Park (あしかがフラワーパーク駅?, Ashikaga furawā pāku-eki) è una stazione ferroviaria situata nella città di Ashikaga, nella prefettura di Tochigi in Giappone, gestita dalla JR East.
La stazione è stata costruita per servire il celebre Parco floreale di Ashikaga.

## Linee
JR East
■ Linea Ryōmō

## Struttura
La costruzione della stazione è iniziata nell'agosto del 2017, mentre il nome Ashigaka Flower Park è stato annunciato nel mese di dicembre; l'apertura al pubblico è avvenuta a partire dal 1º aprile 2018.

## Stazioni adiacenti
| «           | Servizio    | »           |
| Linea Ryōmō | Linea Ryōmō | Linea Ryōmō |
| ----------- | ----------- | ----------- |
| Tomita      | -           | Ashikaga    |